# Serviciul Memorial Austriac
Serviciul Memorial Austriac este o alternativă la serviciul militar obligatoriu din Austria. Participanții la serviciul memorial servesc la principalele instituții memoriale ale Holocaustului.
Serviciul memorial a fost inițiat de către politologul dr. Andreas Maislinger din Innsbruck, Tirol, ideea fiind preluată de la mișcarea germană de reconciliere. Maislinger a fost el însuși voluntar al acestei acțiuni la muzeul Auschwitz-Birkenau.
În anul 1991, Serviciul Memorial a fost aprobat de către guvernul austriac, acesta având statutul unei alternative la serviciul militar obligatoriu, fiind înființată în consecință și o instituție independentă, dar în mare parte finanțată de către Ministerul de Interne austriac.
Aceasta este ideea pe care a lansat-o în ianuarie 1993 fostul cancelar austriac, Franz Vranitzky, în cursul unui discurs la Ierusalim, Israel.
Serviciul memorial austriac este o rețea singulară în întreaga lume care activează în toate memorialele și muzeele Holocaustului din lume și care conlucrează în arhivele și bibliotecile acestor așezăminte. Începând cu anul 1992, peste 100 de tineri în jurul vârstei de 20 de ani au ales această alternativă a serviciului memorial, în detrimentul satisfacerii în țară a serviciului militar obligatoriu.